# 霍亞瓦赫

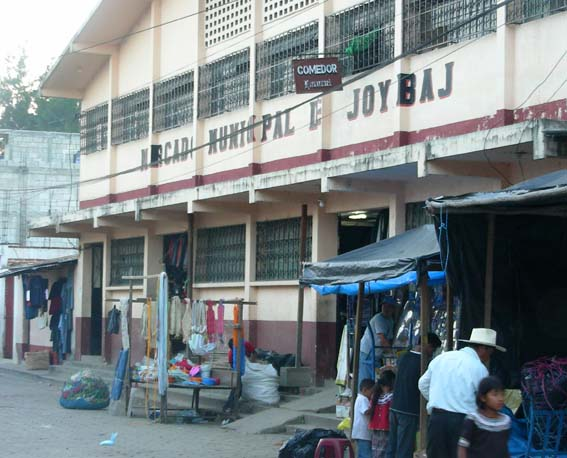

霍亞瓦赫（西班牙語：Joyabaj），是危地馬拉的城鎮，位於該國中西部，由基切省負責管轄，面積304平方公里，海拔高度1,372米，2002年人口52,498，人口密度每平方公里172.69人。
14°59′42″N 90°48′27″W / 14.99500°N 90.80750°W